# Danh sách cầu thủ tham dự giải vô địch bóng đá trẻ châu Phi 2011
Đây là danh sách đội hình các đội bóng tham dự Giải vô địch bóng đá trẻ châu Phi 2011. Chỉ có các cầu thủ sinh trong hoặc sau ngày 1 tháng 1 năm 1991 mới được phép thi đấu.
Mỗi quốc gia tham dự phải nộp danh sách tối đa 40 cầu thủ cho CAF chậm nhất ngày 16 tháng 2 năm 2011 (60 ngày trước khi giải khởi tranh).
Chỉ có 21 trong 40 cầu thủ được chọn để tham gia giải đấu. Đội hình 21 người cuối cùng phải được nộp chậm nhất ngày 7 tháng 4 năm 2011 (10 ngày trước khi giải khởi tranh).

## Ai Cập
Huấn luyện viên:  Diaa Al-Sayed
| Số | VT | Cầu thủ                  | Ngày sinh (tuổi)           | Trận | Bàn | Câu lạc bộ          |
| -- | -- | ------------------------ | -------------------------- | ---- | --- | ------------------- |
| 1  | TM | Ahmed El-Shenawy         | 14 tháng 5, 1991 (19 tuổi) |      |     | El Masry            |
| 2  | HV | Ramy Rabia               | 20 tháng 5, 1993 (17 tuổi) |      |     | Al-Ahly             |
| 3  | HV | Ayman Ashraf             | 9 tháng 4, 1991 (20 tuổi)  |      |     | Al-Ahly             |
| 4  | HV | Mohamed Abdel Fattah     |                            |      |     | Al-Ahly             |
| 5  | TV | Ahmed Youness            |                            |      |     | ENPPI Club          |
| 6  | HV | Ahmed Hegazy             |                            |      |     | Ismaily SC          |
| 7  | TV | Hussein El Sayed         |                            |      |     | Al-Ahly             |
| 8  | TV | Ahmed Sobhy              |                            |      |     | ENPPI Club          |
| 9  | TĐ | Mohamed Hamdy            |                            |      |     | Union Alexandria    |
| 10 | TV | Ahmed Nabil              |                            |      |     | Al-Ahly             |
| 11 | HV | Ali Fathy                |                            |      |     | Arab Contractors SC |
| 12 | TĐ | Mohamed Salah            |                            |      |     | Arab Contractors SC |
| 13 | TV | Ahmed Tawfik             |                            |      |     | Zamalek SC          |
| 14 | TV | Mohamed Ibrahim          |                            |      |     | Zamalek SC          |
| 15 | TV | Mahmoud Ezzat            |                            |      |     | Arab Contractors SC |
| 16 | TM | Mohamed Awad             |                            |      |     | Ismaily SC          |
| 17 | TV | Mohamed El Neny          |                            |      |     | Arab Contractors SC |
| 18 | HV | Omar Gaber               |                            |      |     | Zamalek SC          |
| 19 | TĐ | Ahmed Hassan Kouka       |                            |      |     | Al-Ahly             |
| 20 | TĐ | Mahmoud Hassan Trezeguet |                            |      |     | Al-Ahly             |
| 21 | TM | Ahmed Behiry             |                            |      |     | Arab Contractors SC |

## Cameroon
Huấn luyện viên:
| Số | VT | Cầu thủ                | Ngày sinh (tuổi)            | Trận | Bàn | Câu lạc bộ             |
| -- | -- | ---------------------- | --------------------------- | ---- | --- | ---------------------- |
| 1  | TM | Thierry Tangouatio     | 4 tháng 5, 1992 (18 tuổi)   |      |     | Sable de Batié         |
| 2  | TV | Eric Nyatchou          |                             |      |     | RC Strasbourg          |
| 3  | HV | Ambroise Oyongo        | 22 tháng 6, 1991 (19 tuổi)  |      |     | Cotonsport FC          |
| 4  | HV | Banana Yaya            | 29 tháng 7, 1991 (19 tuổi)  |      |     | Espérance de Tunis     |
| 5  | HV | Ghislain Mvom          | 23 tháng 10, 1992 (18 tuổi) |      |     | Les Astres FC          |
| 6  | HV | Idriss Nguessi         |                             |      |     | Etoa Meki FC           |
| 7  | TV | Edgar Salli            | 17 tháng 8, 1992 (18 tuổi)  |      |     | Cotonsport FC          |
| 8  | TV | Emmanuel Mbongo        |                             |      |     | Cotonsport FC          |
| 9  | TĐ | Franck Ohandza         |                             |      |     | Buriram PEA F.C.       |
| 10 | TV | Jacques Haman          |                             |      |     | Cotonsport             |
| 11 | TĐ | Christian Toko         |                             |      |     | Renaissance de Ngoumou |
| 12 | TĐ | Franck Kom             |                             |      |     | Panthère FC            |
| 13 | TV | Serge Tchana           |                             |      |     | Torre Levante CF       |
| 14 | TV | Yazid Atouba           |                             |      |     | Canon Yaoundé          |
| 15 | HV | Yann Songo'o           | 17 tháng 11, 1991 (19 tuổi) |      |     | Real Zaragoza          |
| 16 | TM | Jean Efala             |                             |      |     | Fovu                   |
| 17 | HV | Vincent Bikana         |                             |      |     | Corinthians            |
| 18 | HV | Alain Bati             | 5 tháng 1, 1994 (17 tuổi)   |      |     | Villarreal             |
| 19 | TĐ | Diederrick Joel Tagueu |                             |      |     | Iraty Sport Club       |
| 20 | TV | Armand Ken Ella        | 23 tháng 2, 1993 (18 tuổi)  |      |     | Barcelona              |
| 21 | TM | Eric Ngana             |                             |      |     | Renaissance de Ngoumou |
| 22 | HV | Alexandre Nsangue      |                             |      |     | Union Douala           |
| 23 | TV | Clarence Bitang        |                             |      |     | Les Astres FC          |

## Gambia
Huấn luyện viên:  Lamin Sarr
| Số | VT | Cầu thủ             | Ngày sinh (tuổi)            | Trận | Bàn | Câu lạc bộ               |
| -- | -- | ------------------- | --------------------------- | ---- | --- | ------------------------ |
| 1  | TM | Musa Camara         |                             |      |     | Gamtel                   |
| 2  | TV | Pa Sulayman Badjie  |                             |      |     | Samger FC                |
| 3  | TĐ | Alassana Camara     |                             |      |     | Steve Biko Football Club |
| 4  | HV | Ebrima Camara       |                             |      |     | Gunnilse IS              |
| 5  | HV | Abdou Njie          |                             |      |     | GPA                      |
| 6  | TV | Lamin Sarjo Samateh | 20 tháng 12, 1993 (17 tuổi) |      |     | Samger FC                |
| 7  | TV | Saihou Gassama      |                             |      |     | Real Zaragoza            |
| 8  | TV | Mustapha Jatta      |                             |      |     | Hawks                    |
| 9  | TV | Pateh Nyang         |                             |      |     | Seaview                  |
| 10 | TV | Mamut Saine         |                             |      |     | Seaview                  |
| 11 | HV | Baboucarr Savage    |                             |      |     | Real de Banjul           |
| 12 | HV | Matarr Jobe         |                             |      |     | Valur                    |
| 13 | TĐ | Ousman Jarju        | 27 tháng 3, 1991 (20 tuổi)  |      |     | Atlético Madrid B        |
| 14 | HV | Saikou Jawneh       |                             |      |     | Bakau United             |
| 15 | TĐ | Ebrima Kanteh Ndow  |                             |      |     | Tây Ban Nha              |
| 16 | TV | Baboucarr Jammeh    |                             |      |     | Rush Academy             |
| 17 | TĐ | Ebrima Camara       |                             |      |     | Bakau United             |
| 18 | TM | Baboucarr Sanyang   |                             |      |     | Brikama United           |
| 19 | HV | Omar Colley         |                             |      |     | Sporting Kansas City     |
| 20 | TM | Alagie Nyabally     |                             |      |     | Bakau United             |
| 21 | TĐ | Kabba-Modou Cham    |                             |      |     | KV Mechelen              |

## Ghana
Huấn luyện viên:  Orlando Wellington
| Số | VT | Cầu thủ           | Ngày sinh (tuổi)            | Trận | Bàn | Câu lạc bộ              |
| -- | -- | ----------------- | --------------------------- | ---- | --- | ----------------------- |
| 1  | TM | Foli Adade        | 10 tháng 12, 1992 (18 tuổi) |      |     | Ebusua Dwarfs           |
| 16 | TM | Akwasi Acheampong | 30 tháng 11, 1991 (19 tuổi) |      |     | Liberty Professionals   |
| 21 | TM | Ibrahim Alhassan  | 5 tháng 7, 1992 (18 tuổi)   |      |     | Madina United           |
| 2  | HV | Rashid Sumaila    | 28 tháng 3, 1992 (19 tuổi)  |      |     | Ebusua Dwarfs           |
| 3  | HV | Masahudu Alhassan | 1 tháng 12, 1992 (18 tuổi)  |      |     | Genoa C.F.C.            |
| 4  | HV | Adnan Saeed       | 17 tháng 3, 1993 (18 tuổi)  |      |     | Wa All Stars            |
| 5  | HV | Karim Alhassan    | 30 tháng 4, 1991 (19 tuổi)  |      |     | Accra Hearts of Oak SC  |
| 12 | HV | Richmond Nketiah  | 5 tháng 1, 1993 (18 tuổi)   |      |     | F.C. Nania              |
| 14 | HV | Paul Aidoo        | 14 tháng 11, 1993 (17 tuổi) |      |     | Berekum Chelsea         |
| 18 | HV | Seidu Shaibu      | 5 tháng 8, 1992 (18 tuổi)   |      |     | Wa All Stars            |
| 19 | HV | Samuel Kyere      | 9 tháng 8, 1992 (18 tuổi)   |      |     | Berekum Chelsea         |
| 6  | TV | Ebenezer Otu      | 8 tháng 8, 1993 (17 tuổi)   |      |     | Berekum Chelsea         |
| 7  | TV | Albert Bruce      | 30 tháng 12, 1992 (18 tuổi) |      |     | Asante Kotoko           |
| 8  | TV | Mahatma Otoo      | 6 tháng 2, 1992 (19 tuổi)   |      |     | Accra Hearts of Oak SC  |
| 10 | TV | Kwame Karikari    | 21 tháng 1, 1992 (19 tuổi)  |      |     | AIK                     |
| 11 | TV | Kwame Nsor        | 1 tháng 8, 1992 (18 tuổi)   |      |     | FC Metz                 |
| 13 | TV | Bright Addae      | 19 tháng 12, 1992 (18 tuổi) |      |     | Terrassa FC             |
| 17 | TV | James Bissue      | 16 tháng 6, 1991 (19 tuổi)  |      |     | Hapoel Be'er Sheva F.C. |
| 9  | TĐ | Enoch Andoh       | 1 tháng 1, 1993 (18 tuổi)   |      |     | S.L. Benfica            |
| 15 | TĐ | Gershon Koffie    | 25 tháng 8, 1991 (19 tuổi)  |      |     | Vancouver Whitecaps FC  |
| 20 | TĐ | Richmond Boakye   | 28 tháng 1, 1993 (18 tuổi)  |      |     | Genoa C.F.C.            |

## Lesotho
Huấn luyện viên:  Khiba Mohoanyane
| Số | VT | Cầu thủ                    | Ngày sinh (tuổi)            | Trận | Bàn | Câu lạc bộ                   |
| -- | -- | -------------------------- | --------------------------- | ---- | --- | ---------------------------- |
| 1  | TM | Sefatsa Baholo             | 28 tháng 12, 1992 (18 tuổi) |      |     | Nyenye Rovers                |
| 2  | TV | Sepiriti David Malefane    | 8 tháng 8, 1994 (16 tuổi)   |      |     | Bloemfontein Celtics Academy |
| 3  | TV | Thabiso Justice Mohapi     | 17 tháng 9, 1992 (18 tuổi)  |      |     | FC Likhopo                   |
| 4  | TV | Teboho Christophar Lekhooa | 31 tháng 12, 1996 (14 tuổi) |      |     | Lioli FC                     |
| 5  | HV | Mafa Moremoholo            | 24 tháng 11, 1994 (16 tuổi) |      |     | Joy FC                       |
| 6  | HV | Salebone Lekhooa           | 14 tháng 3, 1993 (18 tuổi)  |      |     | FC Likhopo                   |
| 7  | TV | Montoeli Clement Sonopo    | 20 tháng 1, 1994 (17 tuổi)  |      |     | Lioli FC                     |
| 8  | HV | Kopano Neris Tseka         | 8 tháng 11, 1991 (19 tuổi)  |      |     | Lerotholi Polytechnic        |
| 9  | TĐ | Tsebang Lebata             | 27 tháng 3, 1994 (17 tuổi)  |      |     | FC Likhopo                   |
| 10 | TV | Christopher Boseka Mosiuda | 31 tháng 12, 1991 (19 tuổi) |      |     | Bantu FC                     |
| 11 | TV | Tsoanelo Koetle            | 22 tháng 11, 1992 (18 tuổi) |      |     | Matlama FC                   |
| 12 | TĐ | Lehlomela George Ramabele  | 14 tháng 4, 1992 (19 tuổi)  |      |     | Botswana Defence Force XI    |
| 13 | TM | Kananelo Makhooane         | 11 tháng 5, 1992 (18 tuổi)  |      |     | FC Likhopo                   |
| 14 | TĐ | Khesa Makateng             | 3 tháng 9, 1992 (18 tuổi)   |      |     | Litsilo FC                   |
| 15 | TV | Litsepe Leonty Marabe      | 20 tháng 2, 1992 (19 tuổi)  |      |     | Matlama FC                   |
| 16 | TĐ | Lebajoa Mosehlenyane       | 3 tháng 5, 1992 (18 tuổi)   |      |     | Mpharane Celtics             |
| 17 | TV | Jeremea Kamela             | 17 tháng 5, 1992 (18 tuổi)  |      |     | Joy FC                       |
| 18 | HV | Basia Kenneth Makepe       | 4 tháng 3, 1991 (20 tuổi)   |      |     | Joy FC                       |
| 19 | TĐ | Emmanuel Lekhanya Lekhanya | 24 tháng 6, 1992 (18 tuổi)  |      |     | Fc Likhopo                   |
| 20 | HV | Monne Jonas Pitso          | 4 tháng 11, 1992 (18 tuổi)  |      |     | Lioli FC                     |

## Mali
Huấn luyện viên:  Cheick Fantamady Diallo
| Số | VT | Cầu thủ                       | Ngày sinh (tuổi)           | Trận | Bàn | Câu lạc bộ         |
| -- | -- | ----------------------------- | -------------------------- | ---- | --- | ------------------ |
|    |    | Cheick Sy                     |                            |      |     | Djoliba AC         |
|    |    | Seydou Diallo                 |                            |      |     | Djoliba AC         |
|    |    | Boubacar Togola               |                            |      |     | Stade Malien       |
|    |    | Bakary Dembélé                |                            |      |     | Stade Malien       |
|    |    | Oumar Koné                    |                            |      |     | Stade Malien       |
|    |    | Moussa Coulibaly              |                            |      |     | Stade Malien       |
|    |    | Cheick Fantamady Diarra       |                            |      |     | Stade Malien       |
|    |    | Amara Konaté                  |                            |      |     | AS Bamako          |
|    |    | Drissa Ballo                  |                            |      |     | AS Bamako          |
|    |    | Amara Mallé                   |                            |      |     | AS Bamako          |
|    |    | Issa Fofana                   |                            |      |     | Jeanne D'Arc FC    |
|    |    | Mohamed Traoré                |                            |      |     | Club Olympique     |
|    |    | Boubacar Sylla                | 17 tháng 4, 1991 (20 tuổi) |      |     | Châteauroux        |
|    |    | Sidy Koné                     | 6 tháng 6, 1992 (18 tuổi)  |      |     | Olympique Lyonnais |
|    |    | Souleymane Demba              | 17 tháng 6, 1991 (19 tuổi) |      |     | Raja de Casablanca |
|    |    | Cheick Mohamed Chérif Doumbia |                            |      |     | Libya              |
|    |    | Abdoulaye Coulibaly           |                            |      |     | Bordeaux           |
|    |    | Kalifa Traoré                 |                            |      |     | Paris St. Germain  |
|    |    | Adama Touré                   | 28 tháng 8, 1991 (19 tuổi) |      |     | Paris St. Germain  |
|    |    | Kalifa Coulibaly              |                            |      |     | Paris St. Germain  |
|    |    | Ibrahim Diallo                |                            |      |     | AJ Auxerre         |

## Nigeria
Huấn luyện viên:  John Obuh
| Số | VT | Cầu thủ             | Ngày sinh (tuổi)            | Trận | Bàn | Câu lạc bộ                 |
| -- | -- | ------------------- | --------------------------- | ---- | --- | -------------------------- |
| 1  | TM | Danjuma Paul        | 18 tháng 12, 1992 (18 tuổi) |      |     | Nasarawa United            |
| 21 | TM | John Felagha        | 27 tháng 7, 1994 (16 tuổi)  |      |     | Aspire Academy             |
| 16 | TM | Gideon Gambo        | 15 tháng 11, 1992 (18 tuổi) |      |     | Sharks FC                  |
| 14 | HV | Markson Ojobo1      | 1 tháng 12, 1992 (18 tuổi)  |      |     | Enyimba International F.C. |
| 5  | HV | Ganiu Ogungbe       | 1 tháng 12, 1992 (18 tuổi)  |      |     | Gateway F.C.               |
| 3  | HV | Mohammed Goyi Aliyu | 12 tháng 2, 1993 (18 tuổi)  |      |     | Villarreal CF              |
| 2  | HV | Terna Suswam        | 5 tháng 9, 1991 (19 tuổi)   |      |     | Vitória de Setúbal         |
| 4  | HV | Kingsley Oluocha    | 28 tháng 8, 1992 (18 tuổi)  |      |     | Abia Warriors F.C.         |
| 6  | HV | Gbenga Arokoyo      | 1 tháng 11, 1992 (18 tuổi)  |      |     | Kwara United               |
| 13 | HV | Emmanuel Anyanwu    | 15 tháng 11, 1991 (19 tuổi) |      |     | Enyimba International F.C. |
| 17 | TV | Chidi Osuchukwu     | 11 tháng 10, 1993 (17 tuổi) |      |     | Dolphins                   |
| 20 | TV | Ramón Azeez         | 12 tháng 12, 1992 (18 tuổi) |      |     | UD Almería                 |
| 15 | TV | Philemon Daniel     | 20 tháng 3, 1992 (19 tuổi)  |      |     | Kwara United               |
| 10 | TV | Abdul Jeleel Ajagun | 10 tháng 2, 1993 (18 tuổi)  |      |     | Dolphins                   |
| 12 | TĐ | Uche Nwofor         | 17 tháng 9, 1992 (18 tuổi)  |      |     | Enugu Rangers              |
| 9  | TĐ | Olarenwaju Kayode   | 8 tháng 5, 1993 (17 tuổi)   |      |     | ASEC Mimosas               |
| 18 | TĐ | Edafe Egbedi        | 3 tháng 8, 1993 (17 tuổi)   |      |     | Clique Sports              |
| 8  | TĐ | Stanley Okoro       | 8 tháng 12, 1992 (18 tuổi)  |      |     | UD Almería                 |
| 11 | TĐ | Terry Envoh         | 12 tháng 12, 1992 (18 tuổi) |      |     | Sharks FC                  |
| 19 | TĐ | Gomo Onduku1        | 17 tháng 11, 1993 (17 tuổi) |      |     | Sharks FC                  |
| 7  | TĐ | Ahmed Musa          | 14 tháng 10, 1992 (18 tuổi) |      |     | VVV Venlo                  |

Ghi chú
- Note 1: Markson Ojobo and Gomo Onduko were dropped just hours prior to Nigeria's opening match for "technical reasons".[3] Reports suggested that both players were found to be over-aged.[4]

## Nam Phi
Huấn luyện viên:  Maqsood Chenia
| Số | VT | Cầu thủ                     | Ngày sinh (tuổi)  | Trận | Bàn | Câu lạc bộ            |
| -- | -- | --------------------------- | ----------------- | ---- | --- | --------------------- |
| 1  | TM | Ronwen Williams             | 21 tháng 1, 1992  |      |     | SuperSport United     |
| 2  | HV | Doctor Mampuru              | 28 tháng 8, 1992  |      |     | Mamelodi Sundowns     |
| 3  | HV | Enrico Adolph               | 7 tháng 1, 1992   |      |     | Wits University       |
| 4  | HV | Sabata Mosebo               | 28 tháng 8, 1992  |      |     | Carara Kicks          |
| 5  | HV | Lucky Baloyi                | 19 tháng 6, 1991  |      |     | Kaizer Chiefs         |
| 6  | HV | Awonke Kwenene              | 2 tháng 1, 1992   |      |     | Jomo Cosmos           |
| 7  | TV | Tshegofatso Ramabu          | 25 tháng 12, 1992 |      |     | Kaizer Chiefs         |
| 8  | TV | Mbuso Manyoni               | 8 tháng 7, 1992   |      |     | SuperSport United     |
| 9  | TĐ | Letsie Koapeng              | 1 tháng 12, 1992  |      |     | Wits University       |
| 10 | TV | Keagan Buchanan             | 3 tháng 4, 1992   |      |     | FC Cape Town          |
| 11 | TV | Philani Khwela (đội trưởng) | 22 tháng 8, 1991  |      |     | SuperSport United     |
| 12 | TV | Ayanda Lubelo               | 28 tháng 10, 1991 |      |     | Africa Sports Academy |
| 13 | TV | Lyle Lakay                  | 17 tháng 8, 1991  |      |     | SuperSport United     |
| 14 | HV | Miquel Timm                 | 31 tháng 1, 1992  |      |     | SuperSport United     |
| 15 | TV | Jabulani Ncubeni            | 18 tháng 12, 1992 |      |     | Maritzburg United     |
| 16 | TM | Sherwyn Naicker             | 26 tháng 3, 1991  |      |     | SuperSport United     |
| 17 | TĐ | Lucky Nguzana               | 14 tháng 4, 1991  |      |     | African Warriors      |
| 18 | TĐ | Sheldon Stevens             | 15 tháng 8, 1991  |      |     | SuperSport United     |
| 19 | TĐ | Andile Khumalo              | 24 tháng 9, 1991  |      |     | AmaZulu               |
| 20 | HV | Mpho Maruping               | 7 tháng 8, 1991   |      |     | Nathi Lions           |
| 21 | TM | Tawfeeq Salie               | 21 tháng 7, 1991  |      |     | Ajax Cape Town        |